# ФК Волан
ФК Волан (мађ. Volán FC) је фудбалски клуб из петнаестог округа Будимпеште, Ракошпалоте, Мађарска. Утакмице играју на домаћем вишенаменском стадиону Ласло II Будаи, капацитета од 10.000 гледалаца. Боје клуба су црна и жута.

## Историја
ФК Волан је добио име по истоименом ауто-превознику из Боршода, Волан (Borsod Volán). ФК Волан је играо шест прволигашких сезона током осамдесетих година двадесетог века, у току којих је четири пута испадао у нижи ранг такмичења и никада није завршио изнад 11 позиције у првој лиги. После задњег испадања у сезони 1990/91, клуб је расформиран.
Наследник, а и претходник ФК Волана је ФК Ракошпалота, који је покупио играче и поново се активирао. Оба тима ФК Ракошпалота, који је основан 1912. године и расформиран током четрдесетих година двадесетог века, и ФК Волан су користили исти стадион, исте клупске просторије наслеђивали исте играче и имали исте навијаче. Једино што административно нису могли наслеђивати резултате један од другога.

## Прволигашки резултати
| Сезона  | УУ  | ПБ | НР | ИЗ | ГД-ГП   | ГР   | Бо  | Позиција на табели     |
| ------- | --- | -- | -- | -- | ------- | ---- | --- | ---------------------- |
| 1990/91 | 30  | 8  | 5  | 17 | 28-50   | -22  | 21  | 16: Испао из прве лиге |
| 1985/86 | 30  | 5  | 12 | 13 | 30-47   | -17  | 22  | 16: Испао из прве лиге |
| 1983/84 | 30  | 7  | 10 | 13 | 42-54   | -12  | 24  | 14: Испао из прве лиге |
| 1981/82 | 34  | 5  | 11 | 18 | 43-61   | -18  | 21  | 16: Испао из прве лиге |
| 1980/81 | 34  | 8  | 11 | 15 | 39-57   | -18  | 27  | 14                     |
| 1979/80 | 34  | 12 | 9  | 13 | 43-57   | -14  | 33  | 11                     |
| УКУПНО  | 192 | 45 | 58 | 89 | 225-326 | -101 | 148 |                        |

УУ = Укупно утакмица; ПБ = Победе; НР = Нерешено; ИЗ = Укупно пораза; ГД = Голова дато; ГП = Голова примљено; ГР = Гол-разлика; Бо = Бодова